# Fibula mare (Tezaurul de la Pietroasa)
Fibula mare este una dintre podoabele de corp care fac parte din Tezaurul de la Pietroasa, zis și Cloșca cu pui, descoperit în anul 1837 de către doi pietrari Ion Lemnaru și Stan Avram. Din cele 12 obiecte care au rămas după momentul descoperirii comorii pe Dealul Istrița, cele patru fibule, cea mare denumită de români Cloșcă, două de mărime mijlocie legate printr-un lănțișor și cea mică, denumite pui, sunt piesele cele mai remarcabile care s-au descoperit pe teritoriu României, ele fiind încrustate cu granate și smaralde.

## Origini
După cum a rezultat din interogatoriile ce au fost luate în anul 1838 celor care au descoperit tezaurul de la Pietroasa, a reieșit că aceștia au găsit un număr de 22 de obiecte, vase de aur, bijuterii și două inele cu inscripții. Când au fost descoperite, obiectele erau învelite într-o masă neagră de origine necunoscută, probabil un material organic ca pielea sau cârpa cu care au fost acoperite înainte de a fi îngropate. Din cele 22 de piese s-au recuperat doar 12 obiecte. Dintre toate, doar cinci au fost lucrate doar din aur: cana sau ibricul (oenochoe), platoul sau talerul cel mare, frânt în patru, patera sau sinia, cea cu decor în relief cu o statuetă ce ține un pahar în mâini, colanul cu inscripție cu rune gotice și colanul simplu. Celelalte șapte piese: patru fibule, două vase poligonale și un colan, au fost împodobite cu pietre prețioase. Se presupune că cele zece obiecte pierdute au fost patru colane din care două cu pietre prețioase, unul cu inscripție, o fibulă mică presupusă a fi pereche cu cea care s-a păstrat,  o cană similară cu cana oenochoe, o pateră simplă nedecorată și două brățări cu pietre prețioase.
Cele 12 obiecte care au putut fi recuperate, au fost furate în anul 1875 de Dumitru Pantazescu-Popescu din Muzeul de Antichități din București. Ca urmare, colanul cu inscripție a fost tăiat cel puțin în patru bucăți de către argintarul Costache Constantinescu din București, caracterele runice înscrise fiind deteriorate până la a fi indescifrabile. Din fericire, Societatea Arundel a făcut la Londra, cu ceva vreme înaintea furtului, fotografii detaliate ale colanului, astfel încât astăzi, caracterele au putut fi reconstituite cu un grad relativ de exactitate.
Prin faptul că întreagul tezaur prezintă o calitate superioară a meșteșugului cu care au fost realizate obiectele care-l formează, cercetătorii sunt sceptici că acesta ar fi fost confecționat de populația indigenă. În anul 1879 când se înregistra una dintre primele lucrări privitoare la tezaur, Taylor  a speculat ideea că obiectele ar fi o parte din câstigurile pe care goții le-au obținut ca urmare a incursiunilor pe care le făceau în provinciile romane Moesia și Tracia (perioada 238 - 251). Există și o altă teză timpurie pe care a propus-o Alexandru Odobescu în anul 1889, teorie pe care a preluat-o și Constantin C. Giurescu în anul 1976. Aceasta l-a identificat pe Athanaric, regele vizigoților ca proprietar de drept al tezaurului, fiind presupusă dobândirea lui în conflictul pe care Athanaric l-a avut în anul 369 cu Împăratul roman Valens. Catalogul Goldhelm din anul 1994, a adus ipoteza că obiectele componente ale tezaurului ar fi putut fi și cadouri pe care unii conducători germanici le-ar fi primit de la liderii romani.

## Descriere
Fibulele sunt o variantă mai sofisticată a acelor de siguranță sau a broșelor de astăzi. În antichitate erau obiecte de podoabă folosite pentru prinderea veșmintelor, astfel având și o utilitate practică. Cum sunt cele din tezaur, adesea ele deveneau adevărate bijuterii. În Imperiul Roman Târziu, caracteristicilor artistice li se alăturau valori simbolice, ca însemne imperiale sau de demnitate, făcând parte din costumația de ceremonie. Se pot vedea în acest sens portretele imperiale de pe monumentele sau monedele de la mijlocul secolului al IV-lea, unde hlamida imperială se prindea cu fibule rotunde de umărul drept. Acestea erau împodobite cu multe pandative și pietre prețioase mari. Fibula mare, cea mică și cele mijlocii, părți componente ale Tezaurului de la Pietroasa, sunt cele mai somptuoase creații ale Antichității târzii. Concepția, realizarea și modul de purtare a lor, sugerează o contopire a modelelor și a valorilor lumii barbare cu cele ale Imperiului Roman Târziu. Dacă fibula mare și cea mică, par mai degrabă să aparțină unui port masculin, fiind folosite pentru prinderea mantiei pe umărul drept ca un accesoriu vestimentar și totodată ca însemn de rang, fibulele mijlocii sunt folosite ca pereche, una pe fiecare umăr, în accesoriile vestimentare ale costumului feminin gotic din perioada migrațiilor, acest ultim fapt fiind confirmat de descoperirile funerare.

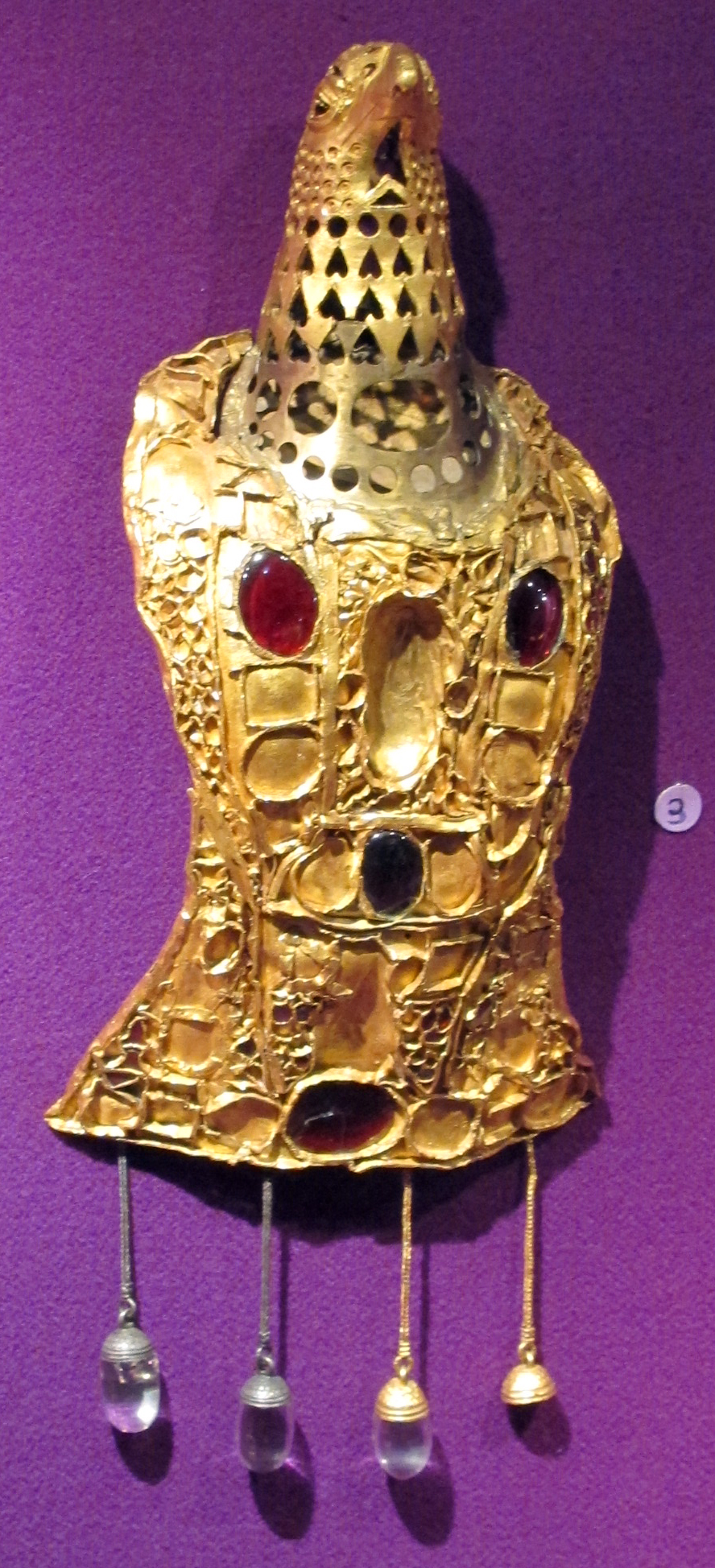
Fibula mare

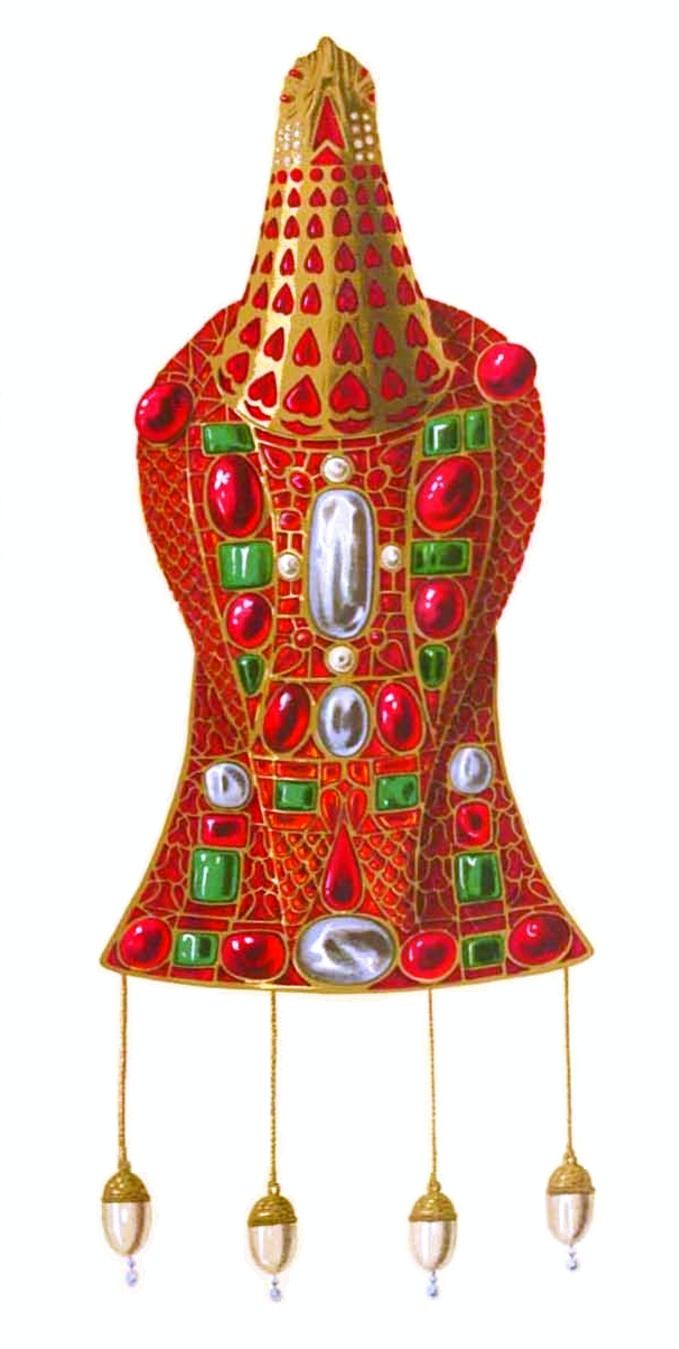
Fibula mare - reconstituire de Alexandru Odobescu

Fibula cea mare, căreia i s-a spus Cloșca, are o formă care sugerează un șoim. Înălțimea ei este de 27 cm, nesocotind lungimea lănțișoarelor, cu o lățime măsurată la 15 cm. Aproape toate pietrele prețioase care au împodobit-o în trecut, au căzut ca urmare a deteriorărilor la care a fost supusă din momentul descoperirii tezaurului de Ion Lemnaru și Stan Avram, trecând pe la comerciantul Anastase arnăutul (Verussi) care turtit-o, pe la Dumitru Pantazescu-Popescu care a furat tezaurului în anul 1875 din Muzeul de Antichități din București și prin incendiul de la același muzeu din Palatul Universității din București din anul 1884. După incendiu, fibula cea mare avea capul rupt la baza gâtului, pietrele căzute și despărțiturile dintre spațiile aferente poziționării și fixării pietrelor, turtite. Prin restaurarea pe care Paul Telge a realizat-o în anul 1884 la inițiativa regelui Carol I al României, au fost îndreptate principalele linii care definesc decorul și s-a reconstituit în argint partea lipsă a gâtului care s-a pierdut.
Corpul șoimului este format dintr-o placă puțin îndoită din aur ce imită linia arcuită a pieptului.Capul și gâtul au fost lucrate tubular, ele fiint sudate de placă. Pasărea este figurată cu aripile adunate și cu o coadă puțin răsfirată. Placa din care este format corpul are sudate alveole în care au fost fixate pietrele prețioase. Aripile au fost definite printr-o mulțime de alveole mărunte, care prin rețeaua care o formează, sugerează penele, toate alveolele fiind în trecut umplute cu sticlă roșie. În capul pieptului, fixată într-un cadru dreptunghiular, era o piatră mare, un caboșon oval, azi pierdut. Culoarea acestei pietre se presupune că era albastră sau violacee. Ea era înconjurată de multe pietre cabochon mici și mari. Cadrul era mărginit de un șir de pietre rotunde și patrate mai mari. Marginea de jos a fibulei era marcată, de asemenea, de pietre mari. Din toate pietrele și sticla roșie care împodobeau șoimul, s-au păstrat doar câteva granate, restul fiind definitiv pierdute. Există doar presupuneri asupra tipurilor de pietre prețioase cu care a fost decorată fibula cea mare, acestea ar fi fost safire, granate, smaralde, perle și topaze.
În partea de jos a fibulei în chip de prelungire cu pene a cozii, există patru lănțișoare agățate cu inele de reversul plăcii ce formează corpul păsării. Lănțișoarele au fost împletite cu sârmă subțire din aur, ele terminându-se cu o capsulă ce are prins un bob ovoidal din cristal de stâncă. Capsulele erau ornamentate prin imprimarea cu cercuri. Din cele patru lănțișoare inițiale, s-au păstrat doar două.
Gâtul rotund al șoimului are dispuse concentric șiruri de inimoare care aveau încrustate granate plate. Ochii păsării au fost realizați din două granate lenticulare și sub ei, sunt lucrate gropițele în care erau fixate pietre rotunde și mărunte, probabil perle. Privind acest obiect de podoabă se constată prin comparație că, partea corpului este cea mai stilizată față de cea a capului care pare mai aproape de realitate.

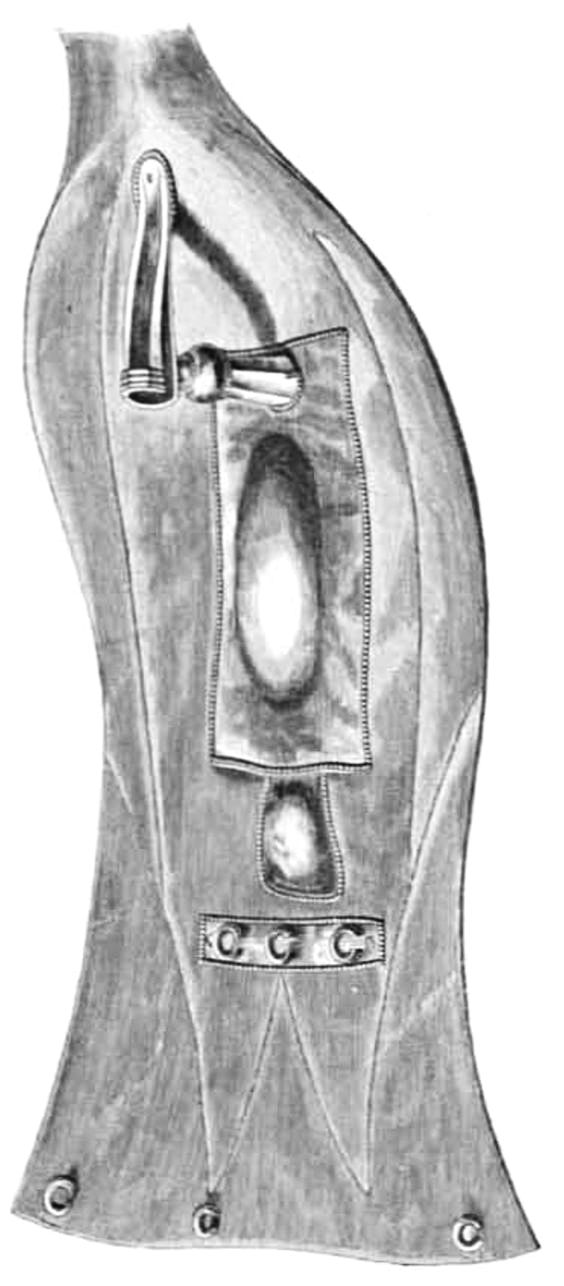
Fibula mare văzută din spate - de Henric Trenk

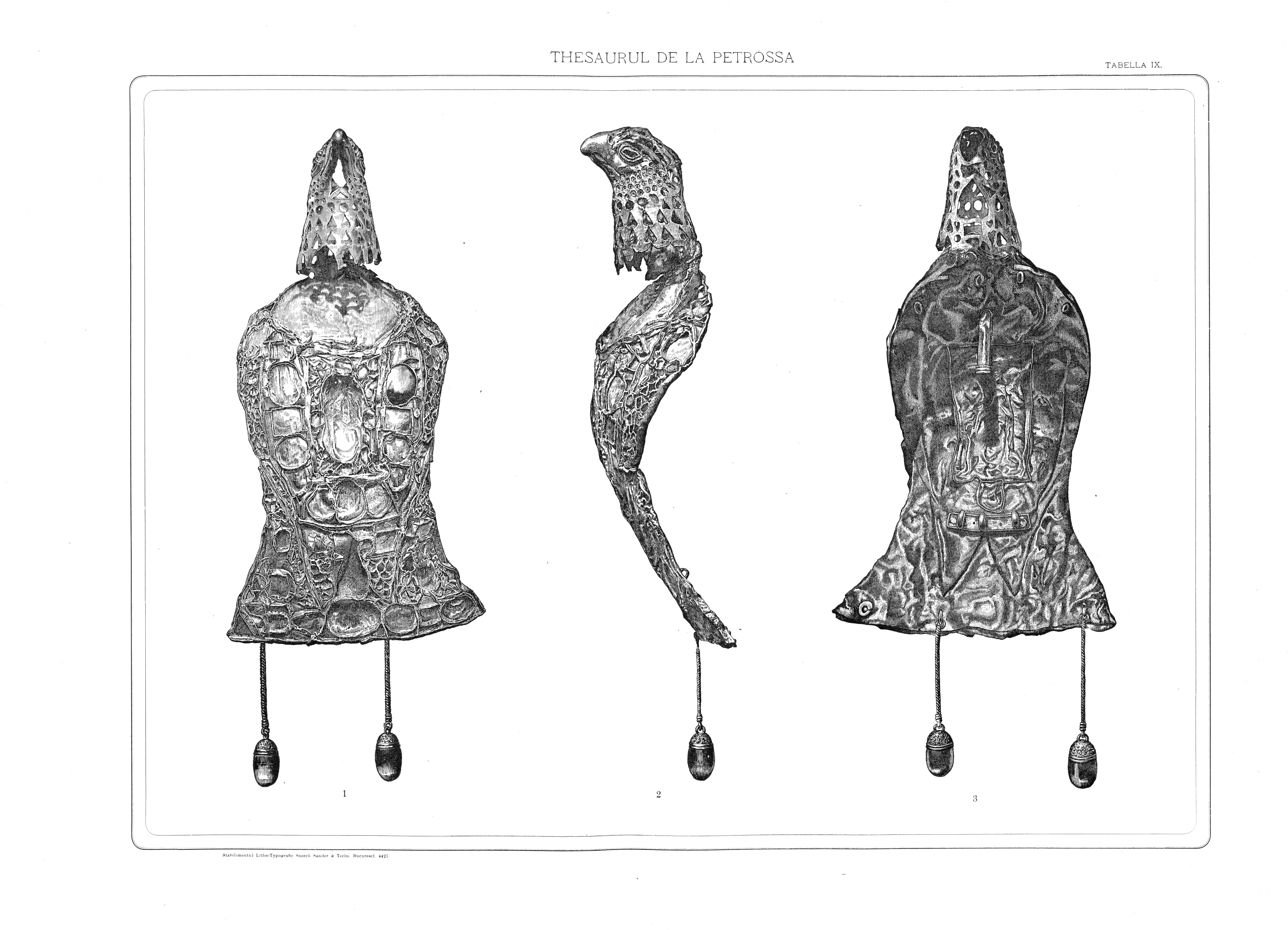
Fibula mare cu gâtul rupt, înainte de restaurare

Pe spatele obiectului, există sudată o placă mai subțire de formă rectangulară, scopul ei fiind cel de consolidare a pietrei centrale din capul pieptului. Similar acesteia, era întărit și sistemul de susținere, astăzi pierdut, a resortului fibulei. Un dispozitiv cu fațete este așezat vertical, fixând piciorul fibulei, în formă de teacă deschisă într-o parte. Toate sudurile care au fost făcute, au fost acoperite cu sârmă perlată subțire. Sub gâtul păsării, există patru verigi mici a căror funcționalitate nu a putut fi explicată nici până în ziua de astăzi.
Utilitatea fibulei era de accesoriu vestimentar, ea avâns scopul practic de prindere pe umăr sau pe piept un veșmânt, ca o faleră. Este foarte probabil ca de vergile neexplicate să fi fost cusută direct o parte a veșmântului și agrafa fibulei să fixeze cealaltă parte. Există emisă și o altă ipoteză cum că fibula era folosită ca podoabă a unui coif similar celui al regilor sasanizi. Ipoteza aceasta este contrazisă de chiar forma fibulei care este necoprespunzătoare unui asemenea scop.
Comparativ cu celelalte fibule ale tezaurului, fibula mare se diferențiază prin culoarea aurului, puțin mai roșcat, și mai ales prin forma sa. Nu s-au descoperit analogii pentru formă în arta romană nici în cea scito-sarmată din nordul Mării Negre și nici din alte zone geografice. Singura analogie cu care poate fi comparată sunt câteva podoabe care s-au descoperit în vestul Siberiei. Printre ele, s-a găsit o faleră de mari dimensiuni care are forma unei păsări de pradă cu o victimă în ghiare. Ea a fost încrustată cu smaralde și granate și are asemănări foarte sugestive cu privire la originea nordică a artei policrome.

## Caracteristici tehnice
Fibulă în formă de pasăre stilizată cu aripile strânse și coada în evantai. Gâtul tronconic este ornamentat în tehnica "a jour" cu cercuri, inimioare și ovale, iar corpul ovoidal cu almandine montate cloisonné și cabochon. Corpul este ornamentat cu casete înfundate în care se mai păstrează: - 4 almandine mari, ovale, de cca 60,00 kt în total; -26 almandine mici, diverse forme (lacrimă, inimă, fantezie) de cca 6,00 kt în total, montate în casete înfundate. În partea inferioară atârnă 4 lănțișoare: 2 din aur și 2 din argint, 3 dintre ele având la capete câte un cristal de stâncă în formă de ghindă de cca 120,00 kt în total. Pe spatele fibulei, la nivelul umerilor - 3 mici verigi. Din dispozitivul de prindere se păstrează 3 inele fixe, care susțineau resortul și port-agrafa, în formă de teacă cu deschidere laterală; resortul lateral și acul reconstituite din metal comun.